# Tuba (Getränk)
Der Palmwein Tuba ist ein alkoholhaltiges philippinisches Nationalgetränk.
Tuba wird aus dem Blütenstand der Kokospalme gewonnen. Pro Woche und Palmenexemplar erhält man etwa 1 Liter der Flüssigkeit. Anfänglich ist der Tuba eine weiß-trübe Flüssigkeit, im Endstadium nimmt er dann eine rotbraune Farbe an und wird gallonenweise verkauft.
Die Gärung findet ohne Zusätze von Hefe statt, doch aufgrund des hohen Fruchtzuckergehalt dauert der Gärprozess nur wenige Stunden. Das Resultat der Gärung kann sowohl Alkohol als auch Essig sein, was entweder als Tubaessig oder das eigentliche alkoholische Getränk Tuba verkauft wird. Haltbarkeit, Farbe und Geschmack des Tubas werden durch Zusätze von Wurzeln bestimmter Mangrovenarten beeinflusst. Der Alkoholgehalt von Tuba unterliegt starken Schwankungen, wobei er durchschnittlich einen Alkoholgehalt zwischen Bier und Wein aufweist.
Neben dem sofortigen Verkauf gibt es auch die Möglichkeit, den Tuba weiter zu verfeinern, indem man ihn durch Filtration, meist jedoch durch Sedimentation, von Schwebstoffen befreit. Diese gefilterte Variante des Tubas heißt Bahalina und wird vornehmlich auf der Insel Leyte hergestellt, wohingegen auf der benachbarten Insel Samar überwiegend Tuba hergestellt wird. 
Vereinzelt lässt sich Bahalina erwerben, der bis zu zwei Jahre lang gelagert wurde. Destilliert wird er Lambanog genannt.
Tuba ist in manchen Teilen der Philippinen von zentraler kultureller Bedeutung, was Ausdruck in vielen Liedern findet (siehe Weblink). Tuba bzw. Bahalina sind an Orten weiter verbreitet, in denen der Kokosanbau einen bedeutenden Anteil an der landwirtschaftlichen Produktion hat. So ist in den Visayas auf den Inseln Leyte, Cebu und Samar sowie Bohol Tuba weitgehend verbreitet, wohingegen auf der Insel Negros, auf der seit jeher der Zuckerrohranbau die Landwirtschaft dominiert, Tuba als zentraler kultureller Bestandteil eher weniger anzutreffen ist.